# Оборин, Иван Иванович
Иван Иванович Обо́рин (6 декабря 1904, д. Новоселы, Пермская губерния, Российская империя — 1967, Калинин, РСФСР, СССР) — советский военачальник, полковник (14.02.1943).

## Биография
Родился 6 декабря 1904 года в деревне Новоселы, ныне несуществующая деревня находившаяся на территории нынешнего Култаевского сельского поселения в Пермском районе Пермского края Российской Федерации. Русский.
До службы в армии Оборин работал на государственной мельнице в селе Лыцманово Троицкого уезда Оренбургской губернии. В августе 1921 года фабричным завкомом и райкомом комсомола командирован на учебу в город Екатеринбург в Урало-Сибирский хлебопромышленный техникум (переведен затем в Пермь). После его окончания в ноябре 1923 года направлен в город Тюмень, где работал на государственной мельнице № 4. Затем там же был техником по ремонту мельниц в губернском отделе мукомольной промышленности «Губмука» (работал на государственных мельницах в г. Ялуторовск, в деревнях Хохлово Ялуторовского района и Слобода-Бешкиль Исетского района Омской области).

### Военная служба

#### Межвоенные годы
В сентябре 1926 года Тюменским РВК призван в РККА и зачислен красноармейцем-цензовиком в 78-й стрелковый полк 26-й стрелковой дивизии СибВО в городе Красноярск. В августе 1927 года приказом по войскам округа удостоен звания «командир взвода запаса» и оставлен в кадрах РККА. До ноября 1928 года командовал взводом полковой школы этого же полка, затем был направлен на Сибирские повторные курсы комсостава в город Иркутск. После их окончания с августа 1929 года проходил службу командиром взвода, затем командиром и политруком роты в 170-й стрелковом полку 57-й Уральской стрелковой дивизии в городе Свердловск. Член ВКП(б) с 1929 года. В октябре 1931 года переведен в 195-й стрелковый полк 65-й стрелковой дивизии УрВО в городе Ишим, где исполнял должности командира и политрука роты, начальника штаба и командира батальона. В ноябре 1933 года назначен помощником начальника штаба 2-го Казанского Татарского стрелкового полка 1-й стрелковой дивизии ПриВО в городе Казань. С апреля 1934 года проходил службу в 71-й стрелковой дивизии в Приволжском, затем Сибирском военных округах — командовал батальоном сначала в 212-м, затем 213-м стрелковых полках (в городах Казань и Бийск). Одновременно в 1935 году окончил трехмесячные курсы «Выстрел», в 1937 году — Высшие стрелково-тактические КУКС РККА «Выстрел», в это же время учился также на заочном отделении Военной академии РККА им. М. В. Фрунзе.
С февраля 1937 года назначен Красноярским райвоенкомом, а с ноября 1938 года — райвоенкомом Барабинского РВК Новосибирской области. С сентября 1939 года проходил службу начальником штаба и врид командира 719-го стрелкового полка 102-й стрелковой дивизии СибВО (ст. Клюквенная Красноярского края). В начале 1940 года капитан Оборин назначен командиром батальона Канского военного училища. Однако в должность не вступил — отозван в распоряжение Военного совета округа, а оттуда направлен на Северо-Западный фронт. По прибытии 11 февраля 1940 года назначен начальником 2-го отделения Организационно-строевого отдела штаба 15-й армии. В ее составе участвовал в Советско-финляндской войне 1939—1940 гг. После окончания боевых действий с марта 1940 года временно исполнял должность начальника отдела боевой подготовки штаба АрхВО. 3 июля 1940 года назначен командиром 76-го запасного стрелкового полка 23-й запасной стрелковой бригады СибВО в городе Кемерово (в последующем этот полк был переформирован сначала в 606-й резервный, а в апреле 1941	года — в 681-й стрелковый с включением в состав 133-й стрелковой дивизии в город Бийск).

#### Великая Отечественная война
В начале войны в июле 1941 года 681-й стрелковый полк под командованием подполковника Оборина убыл с дивизией на фронт. Прибыв к 7 июля в район Вязьмы, дивизия вошла в состав 24-й армии и заняла оборону по восточному берегу реки Днепр, где находилась до 1 сентября (совершенствовала оборонительные рубежи, занималась боевой подготовкой). В начале сентября она была переброшена на великолукское направление в район города Андреаполь и в составе 22-й армии Западного фронта вела тяжелые оборонительные бои. В начале октября участвовала в Вяземской оборонительной операции. С 12 октября дивизия была передислоцирована в район город Калинин и в составе 31-й армии вела оборонительные бои северо-восточнее города. В ходе их Оборин был ранен, но остался в строю. С 23 ноября по приказу наркома обороны дивизия вошла в подчинение 16-й армии Западного фронта и вела бои против мотомехчастей противника, прорвавшихся по Рогачёвскому шоссе из города Клин. 30 ноября 1941 года она была окружена на Рогачёвском шоссе, однако уже через двое суток в полном составе сумела выйти к своим войскам. В дальнейшем ее части вели боевые действия в составе 1-й ударной армии, участвуя в Клинско-Солнечногорской наступательной операции. В середине декабря дивизия по ж. д. была переброшена в район станций Тарусская (Заокский район, Тульская область) и, войдя в состав 49-й армии, вела наступление на детченском направлении. 7 января 1942 года подполковник Оборин был контужен (под ст. Угрюмово), но остался в строю. В январе — феврале 1942 года 681-й стрелковый полк под его командованием находился в резерве 49-й армии.
С 5 февраля 1942 года Оборин вступил в командование 21-м гвардейским стрелковым полком 5-й гвардейской стрелковой дивизии, входившей в состав 49-й, а с марта 1942 г. — 43-й армий. Особо отличился в боях за города Кондрово и Юхнов, нас. пункт Красная Горка. Неоднократно подполковник Оборин лично водил полк в атаку. Приказом по войскам Западного фронта от 15.6.1942 за боевые отличия он был награжден орденом Красного Знамени. В августе 1942 года полк в составе дивизии вошел в подчинение 33-й армии Западного фронта. С 3 сентября подполковник Оборин назначен заместителем командира этой дивизии, с 5 по 25 сентября временно командовал той же дивизией.
4 октября 1942 года назначен заместителем командира 160-й стрелковой дивизии, которая находилась в обороне юго-западнее г. Юхнов. С 18 февраля по 8 марта 1943 года временно командовал этой дивизией. С 14 апреля по 1 июня 1943 года исполнял должность начальника курсов младших лейтенантов 33-й армии, затем был назначен заместителем командира 58-й стрелковой дивизии 49-й армии. С 1 августа 1943 года вступил в командование 330-й стрелковой дивизией. С 10 августа ее части в составе 10-й армии Западного фронта участвовали в Смоленской, Спас-Деменской, Ельнинско-Дорогобужской и Смоленско-Рославльской наступательных операциях. В ходе последней 26 сентября 1943 года гвардии полковник Оборин был назначен врио командира 326-й стрелковой Рославльской дивизии. С 30 сентября она была выведена в резерв Ставки ВГК и с 14 октября включена в 3-ю ударную армию Прибалтийского фронта. Со 2 ноября 1943 года ее части вели наступательные бои в районе Невеля. В ходе них он был тяжело контужен. С 8 ноября 1943 года по 6 января 1944 года находился на лечении в госпитале и санатории «Архангельское», затем был назначен командиром 4-й запасной стрелковой бригады МВО в городе Владимир. С июня 1944 года командовал 4-й запасной стрелковой дивизией.

#### Послевоенное время
После войны с марта 1946 года по февраль 1947 года находился на курсах усовершенствования командиров стрелковых дивизий при Военной академии им. М. В. Фрунзе, затем был назначен начальником тактического цикла Свердловского пехотного училища. В сентябре 1947 года гвардии полковник Оборин уволен в запас.

## Награды
- три ордена Красного Знамени (15.06.1942[4], 26.04.1944[5], 05.11.1946[6])
- орден Кутузова II степени (29.06.1945)[7]
- орден Красной Звезды (03.11.1944)[6]

медали в том числе:
- - «За оборону Москвы» (19.08.1944)[8]
  - «За победу над Германией в Великой Отечественной войне 1941—1945 гг.» (19.09.1945)[9]